# Asioryctitheria
Asioryctitheria è un estinto ordine di Mammiferi vissuto nel Cretaceo.

## Descrizione
L'ordine è stato istituito nel 1997 da numerosi ricercatori (tra cui McKenna) sulla base di sinapomorfie (tratti simili ereditati da un possibile antenato comune) riscontrate nelle varie specie che gli sono state attribuite.
I caratteri presi in esame per la classificazione di questo ordine sono, come per la maggior parte dei Mammiferi del Mesozoico, i denti e la mandibola. Tutti gli esponenti degli Asioryctitheria presentano canini inferiori radicati, l'ultimo premolare inferiore più lungo rispetto al suo predecessore (e una cuspide metaconida ridotta o completamente assente) e quattro premolari per lato sia superiori che inferiori (anche se è stato ritrovato un esemplare giovane di Kennalestes con ancora il quinto premolare presente).
Di particolare rilievo in questi animali è l'assenza nella mandibola inferiore del canale di Meckel, ciò che rimane della cartilagine embrionale che in seguito forma la mandibola: questo carattere è stato riscontrato nei Rettili, nei Mammiferi arcaici e lo troviamo presente ancora anche nei generi Eomaia, Murtoilestes e Prokennalestes, ma per gli Asioryctitheria del Cretaceo superiore (e per tutti i Mammiferi attuali) era diventato irrilevante e l'evoluzione lo ha eliminato.
Nonostante questo, l'ordine degli Asioryctitheria è considerato da alcuni studiosi ancora troppo basale per essere inserito tra gli Eutheria (e in generale tra i Placentati). A sostegno di questa teoria è anche la presenza di ossa epipubiche nei fianchi del genere Ukhaatherium (l'unico esponente dell'ordine di cui sia stato ritrovato uno scheletro relativamente completo): questa caratteristica, indice di una gestazione relativamente breve e la nascita di piccoli forse non ancora completamente sviluppati, è stata poi riscontrata anche in Eomaia e tuttavia non ne ha impedito l'inserimento tra gli Eutheria.

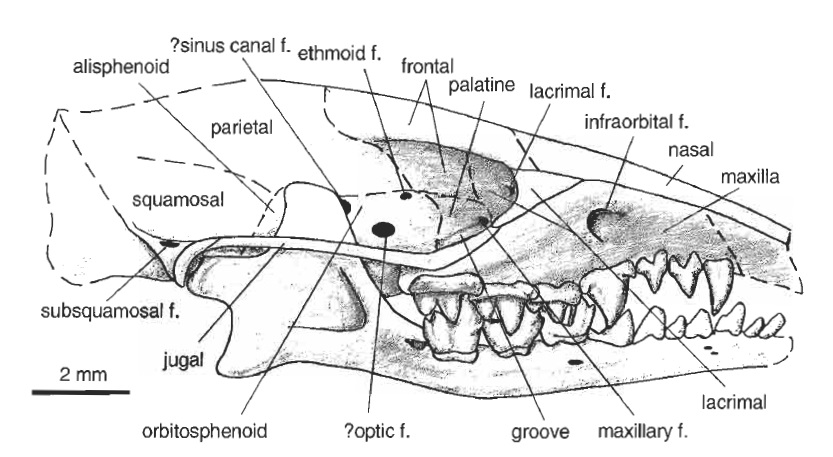
Ricostruzione del cranio di Uchkudukodon nessovi

Le prime forme note appartengono ai generi Murtoilestes e Prokennalestes, risalenti al Cretaceo inferiore di circa 120 milioni di anni fa. Le altre specie elencate risalgono invece al Cretaceo superiore in un intervallo di tempo che va dai 90 milioni di anni del Turoniano (i membri della famiglia Asioryctidae ritrovati in Uzbekistan) ai 70 milioni di anni del Campaniano con le ultime specie della famiglia Kennalestidae provenienti dalla Mongolia.
È opinione di tutti i ricercatori che l'ordine Asioryctitheria sia il risultato di una precoce radiazione asiatica di questi Mammiferi dall'ancestrale antenato comune e che nessuno di questi fossili sia in qualche modo imparentato od antenato delle forme attuali.